# Brakøya

Brakøya est une petite île de la commune de Hadsel , en mer de Norvège dans le comté de Nordland en Norvège.

## Description
L'île fait partie de l'archipel des Vesterålen. Elle est située dans le Raftsund au sud de l'île d'Ulvøya, à l'extrême sud de la municipalité de Hadsel.
La superficie de Brakøya est de 0,46 km2, ses dimensions principales sont 1,1 km du nord au sud et 0,9 km d'est en ouest.
Le point culminant se situe à 98 mètres au-dessus du niveau de la mer. 
L'île de Brakøya est inhabitée.